# Natallia Anufryienka
Natallia Anufryienka (23 de agosto de 1980) é uma basquetebolista profissional bielorrussa.

## Carreira
Natallia Anufryienka integrou a Seleção Bielorrussa de Basquetebol Feminino, na Pequim 2008, que terminou na sexta colocação.